# Hineno Hironari
Hineno Hironari est un nom japonais traditionnel ; le nom de famille (ou le nom d'école), Hineno, précède donc le prénom (ou le nom d'artiste).
Hineno Hironari (日根野 弘就, 1518-17 juin 1602) est un samouraï de l'époque Sengoku de l'histoire du Japon et un vassal du clan Oda. Il participe à la bataille d'Okehazama sous le commandement d'Oda Nobunaga dans sa marche sur Kyoto. Il sert Saitō Tatsuoki et devient plus tard moine après la défaite de Saitō au siège du château d'Inabayama en 1567.
Il est connu pour avoir inventé le kabuto (casque de samouraï japonais) connu sous le nom Hineno zu nari-bachi au milieu du XVIe siècle.

## Source de la traduction
- (pt) Cet article est partiellement ou en totalité issu de l’article de Wikipédia en portugais intitulé « Hineno Hironari » (voir la liste des auteurs).